# Oppa
Oppa va ser un religiós hispanovisigot, bisbe de Tui aproximadament entre els anys 681 i 686.
D'aquest bisbe només se sap que va assistir al XIII Concili de Toledo l'any 683, on va subscriure els decrets emesos en el lloc número 33 de la llista episcopal, una posició que permet suposar que no devia fer gaire que havia substituït al seu predecessor. Tanmateix, res més es coneix, perquè en el XV Concili de Toledo ja apareix esmentat el seu successor, Adelfi.
Enrique Flórez diu que altres autors, com Prudencio de Sandoval, van afirmar que aquest bisbe era el mateix que Oppas, que suposadament va ser titular de la seu de Sevilla. Però Flórez afirma que no és així, perquè en època visigoda no es realitzaven trasllats de bisbes d'una seu a una altra, i que Oppa de Tui segurament va cessar per defunció, perquè en el XV Concili no apareix com a bisbe de Sevilla ni tampoc d'Ilici, una ciutat de la qual es deia que també en va ser titular.